# Caragana stipitata
Caragana stipitata är en ärtväxtart som beskrevs av Vladimir Leontjevitj Komarov. Caragana stipitata ingår i släktet karaganer, och familjen ärtväxter. Inga underarter finns listade i Catalogue of Life.